# مطار فرانكفورت هان
مطار فرانكفورت هان (بالألمانية: Flughafen Frankfurt-Hahn)(إياتا: HHN، إيكاو: EDFH) هو مطار دولي في بلدية هآن، راينلند بالاتينات، ألمانيا.

## تاريخ
جاءت فكرة تحويل مطار هان إلى مطار مدني لتقليص الضغط الحاصل على مطار فرانكفورت الدولي الرئيسي

## شركات الطيران والوجهات

### الركاب
تقوم شركات الطيران التالية بتشغيل رحلات إلى مطار فرانكفورت هان:
| شركـات طيـران   | الوجهات |
| --------------- | --- |
| العربية للطيران | موسمي: مطار الناظور العروي (تبدأ في 22 يونيو 2023) |
| طيران صربيا     | مطار قسطنطين الأكبر في نيش |
| FlyOne          | مطار كيشيناو الدولي |
| رايان إير       | مطار أليكانتي، مطار برشلونة الدولي، Bari، مطار أوريو أل سيريو، مطار كاتانيا-فونتاناروسا، مطار دبلن الدولي، مطار فارو، مطار فاس سايس الدولي، Kerry، مطار لندن ستانستد، مطار مالقة الدولي، مطار الناظور العروي، مطار ميورقة، مطار بورتو الدولي، مطار إشبيلية، مطار تريفيزو، مطار زغرب موسمي: Cagliari، Chania، Corfu، مطار جرندة كوستا برافا، مطار إيبيزا، Lanzarote، مطار مراكش المنارة الدولي، مطار باليرمو الدولي، مطار أبروتسو الدولي، مطار ليوناردو دا فينشي، مطار تينيريفي الجنوبي، Thessaloniki، مطار تراباني-بيرغي، مطار بلنسية (تبدأ في 1 يوليو 2023)، مطار فيلنيوس، مطار زادار |
| ويز للطيران     | مطار كاتانيا-فونتاناروسا (تبدأ في 18 ديسمبر 2023)، مطار كلوج نابوكا الدولي، Kutaisi (تبدأ في 1 يوليو 2023)، مطار سكوبية الدولي، مطار صوفيا، مطار ترايان فويا الدولي، مطار تيرانا الدولي، Tuzla، Varna (تنتهي في 28 سبتمبر 2023) |

### الشحن
| شركـات طيـران          | الوجهات                                           |
| ---------------------- | ------------------------------------------------- |
| Silk Way West Airlines | مطار حيدر علييف الدولي، مطار فيينا الدولي         |
| خطوط سوبارنا الجوية    | مطار سنن شوفانغ الدولي، مطار شيان شيانيانغ الدولي |

يستخدم المطار أيضًا من قبل شركات نقل البضائع الأخرى بشكل غير منتظم.

## إحصائيات
|      | الركاب      |
| ---- | ----------- |
| 2004 | 2,751,585   |
| 2005 | 3,076,823   |
| 2006 | 3,704,633   |
| 2007 | 4,014,898   |
| 2008 | ▼ 3,940,159 |
| 2009 | ▼ 3,793,710 |
| 2010 | ▼ 3,493,451 |
| 2011 | ▼ 2,894,109 |
| 2012 | ▼ 2,790,961 |
| 2013 | ▼ 2,667,402 |
| 2014 | ▼ 2,447,140 |
| 2015 | 2,667,000   |
| 2016 | ▼ 2,609,156 |
| 2017 | ▼ 2,472,198 |
| 2018 | ▼ 2,092,868 |
| 2019 | ▼ 1,496,362 |
| 2020 | ▼ 0,436,862 |
| 2021 | ▲ 0,678,829 |
| 2022 | ▲ 1,377,087 |